# 塚田悠介
塚田 悠介（つかだ ゆうすけ、1991年5月9日 - ）は、競技麻雀のプロ雀士。
日本プロ麻雀連盟所属。団体内の段位は二段。神奈川県生まれ。

## 獲得タイトル
- 第13期JPML WRCリーグ優勝[1]